# Diecold
A Diecold egy magyar black-thrash metal együttes. Egyszerű zenei felépítésű számok és szövegek jellemzik az 1980-as években jellemző black-thrash metal stílust követve. A Diecold első koncertje 2004. december 11-én volt a budapesti Stygian Shadows black/death metal fesztiválon. Ezt követően a zenekar nem koncertezett.
Shadow alapította a zenekart 2003-ban. Abban az évben mutatkoztak be a Black Metal Warriors demóval, majd hosszú tagkeresés következett. A felállás az első albumra állt össze 2006-ban. Thanatos távozásával ez a felállás később némileg módosult.

## Diszkográfia
- Black Metal Warriors (demo, 2003)
- Rest in Hell (2006)
- True Carpathian Black Metal Assault / Live Tape 2007 (közös album a Dusk és Туман együttesekkel, 2007)
- Rebirth (2022)

## Külső hivatkozások
- Hivatalos honlap